# 김경응 (배우)
김경응(1964년 8월 13일 ~ )은 대한민국의 성우 겸 연기자이다.
그는 사극 드라마 《한명회》의 남이 역과 사극 드라마 《왕과 비》의 영풍군 이천 역과 사극 드라마 《태조 왕건》의 박수문 역으로 잘 알려져 있다.

## 생애
1985년 연극배우 첫 데뷔하였고 1988년 영화 《지금은 양지》의 단역으로 영화배우 데뷔하였으며 이후 계속 연극배우로 활동하다가 1990년 KBS 한국방송공사 22기 공채 성우로 데뷔하였고 1993년 KBS 한국방송공사 15기 공채 탤런트로 정식 데뷔하였으며 1996년 영화 《환희》에서 조연으로 출연하였다.

## 출연작

### 연극
- 1985년 《햄릿》 ... 오즈리크 역 (단역)
- 2002년 《장보고 장군과 해상 제국》 ... 신라 문성왕 김경응 역 (주연)
- 2003년 《이괄과 흥안군》 ... 인성군 이공 역 (단역)
- 2003년 《세종대왕》 ... 하령군 이양 역 (단역)

### 드라마
- 1994년 KBS 《한명회》 ... 남이 역
- 1994년 KBS 《딸부잣집》 ...권일령의 부하 직원 역
- 1995년 KBS 《젊은이의 양지》 ... 흑곰 수하 역
- 1995년 KBS 《찬란한 여명》 ... 녹두장군 전봉준 역
- 1995년 KBS 《서궁》 ... 심우영 역
- 1996년 KBS 《컬러》
- 1996년 KBS 《파파》
- 1996년 KBS 《첫사랑》 ... 천 상병 역
- 1996년 ~ 1998년 KBS 《용의 눈물》 ... 태조의 침중몽에서 나온 태조 & 유만수의 부관 & 의령군 이맹종 역(1인 3역)
- 1998년 ~ 2000년 KBS 《왕과 비》 ... 영풍군 이천 역
- 1998년 KBS 《야망의 전설》 ... 국토건설단 교관 역
- 2000년 KBS 《태조 왕건》 ... 박수문 역
- 2000년 KBS 《천둥소리》 ... 김성립 역
- 2001년 《명성황후》 ... 훈련대 장교 역
- 2001년 ~ 2005년 KBS1 《이것이 인생이다》
- 2002년 KBS2 어린이 드라마《매직키드 마수리》 ... 강철구의 아빠 역
- 2003년 KBS 《장희빈》 ... 박태보 역
- 2003년 SBS 《왕의 여자》 ... 최유원 역
- 2003년 EBS 《역사극장》
- 2003년 ~ 2004년 KBS 《무인시대》 ... 왕경 & 준존심 역(1인 2역)
- 2003년 MBC 《실화극장 죄와 벌》
- 2006년 SBS 《강남 엄마 따라잡기》
- 2006년 KBS 《서울 1945》 ... 송철용 역
- 2006년 KBS 《대조영》 ... 장현우 역
- 2008년 KBS 《대왕세종》 ... 구종지 역
- 2011년 KBS 《광개토태왕》 ... 송필 역
- 2013년 KBS 《은희》 ... 조 형사 역
- 2014년 KBS 《순금의 땅》
- 2014년 KBS 《정도전》 ... 김저 역
- 2015년 KBS 《가족을 지켜라》 ... 오세미의 아버지 역
- 2015년 KBS 《우리집 꿀단지》 ... 정 이사 역
- 2016년 채널 A 《천 개의 비밀 어메이징 스토리》 ... 세종대왕 외 각종 단역
- 2016년 채널 A 《천일야사》 ... 방촌 황희 외 각종 단역
- 2017년 KBS 《그 여자의 바다》 ... 남규철 사장 역
- 2018년 KBS 《미워도 사랑해》 ... 김희수의 수행비서 역

### 영화
- 1988년 《지금은 양지》
- 1996년 《환희》

### 뮤지컬
- 1996년 《아가씨와 건달들》